# Alfa Romeo Tipo 512
Der Alfa Romeo Tipo 512 war ein einsitziger Rennwagen („Monoposto“), der als Nachfolger für den Alfa Romeo 158 „Alfetta“ vorgesehen war. Der Entwurf stammte von Wifredo Ricart und war (nach dem Alfa Romeo Tipo 162 mit V16-Motor) dessen zweite Arbeit für Alfa Romeo. Der Tipo 512 war das erste Alfa-Romeo-Modell mit Mittelmotor.

## Hintergründe
In der zweiten Hälfte der 1930er Jahre wurde das sogenannte „Voiturette-Racing“ immer beliebter. Voiturettes (dt. „Wägelchen“) waren kleinere Grand-Prix-Rennwagen. Es gab ein 3-Liter-Limit für die großen Fahrzeuge und 1,5 Liter für die Voiturettes. Die steigenden Kosten in der 3-Liter-Klasse und die Dominanz von Mercedes-Benz und Auto Union machten die 1,5-Liter-Klasse zu einer interessanten Alternative für die finanziell schwächeren Teams. Der erste Voiturette-Rennwagen von Alfa Romeo war der 158, der den Beinamen „Alfetta“ (also „kleiner Alfa“ oder „Alfachen“) trug und ab 1938 eingesetzt wurde.

## Entwicklung und Technik
Als sich zum Ende der 1930er Jahre abzeichnete, dass die Grand-Prix-Rennen künftig nicht mehr auf Basis der 3-Liter-Formel ausgetragen würden, sondern nach dem 1,5-Liter-Reglement, begannen Wifredo Ricart und Gioacchino Colombo mit den Arbeiten zu einem Ersatz für den 158. Inspiriert von den Auto Union-Rennwagen entschied sich Alfa Romeo für eine Konstruktion mit Mittelmotor. Dieses Konzept war nicht die einzige Neuerung für einen Alfa Romeo, auch der Motor war völlig neu.
Um den Schwerpunkt des 512 möglichst weit nach unten zu verlagern, wurde ein völlig neuer, sehr flacher 12-Zylinder-Motor (ein 180-Grad-V12) entworfen. Sein Hub von nur 54,2 mm war der kürzeste, den Alfa Romeo in einem Grand-Prix-Rennwagen der Vorkriegszeit einsetzte. Mithilfe von zwei Kompressoren leistete der 1490-cm³-Motor 335 PS bei 8600/min, was über 200 PS pro Liter Hubraum entspricht. Der Motor war direkt mit einem Fünfganggetriebe und einer De-Dion-Hinterachse verbunden. Die Vorderräder hatten Einzelradaufhängung. An allen Rädern hatte der Wagen groß dimensionierte, hydraulisch betätigte Trommelbremsen.
Das Potenzial dieser Maschine ist nicht klar einzuschätzen, da es ein Prototyp war. Im Museo storico Alfa Romeo in Arese sind folgende Daten veröffentlicht: maximale Leistung (geschätzt) 500 PS (373 kW) bei 11.000/min und eine Höchstgeschwindigkeit von über 350 km/h.

## Historie
Ein erster Prototyp des Tipo 512 wurde 1940 fertiggestellt und am 12. September 1940 von Alfa Romeos Chef-Testfahrer Consalvo Sanesi getestet. Der Motor war sehr leistungsfähig, aber das Handling wurde als mangelhaft empfunden.  Am 19. Juni 1940 verunglückte der Alfa Romeo-Testfahrer Attilio Marinoni bei Abstimmungsfahrten tödlich, als er die 512-Federung in einem Alfetta 158 testete.
Die Entwicklung wurde durch den Zweiten Weltkrieg unterbrochen. Ein zweites Chassis wurde gebaut, das Auto aber nicht eingesetzt. Nach dem Krieg startete Alfa Romeo wieder mit dem 158 und gewann mit diesem Typ die erste Formel-1-Weltmeisterschaft, für die der 512 ursprünglich entwickelt worden war. Wilfredo Ricart kehrte nach Spanien zurück, um sein eigenes Automobilunternehmen Pegaso zu gründen. Colombo wechselte zu Ferrari und entwarf einen V12-Motor, der bis in die 1960er-Jahre eingesetzt wurde.
Es wurden nur zwei Prototypen des Tipo 512 gebaut, die im Museo storico Alfa Romeo und im Nationalen Museum für Wissenschaft und Technologie Leonardo da Vinci ausgestellt sind.

## Galerie
Aufnahmen, des im Nationalen Museum für Wissenschaft und Technologie Leonardo da Vinci ausgestellten Exemplars.

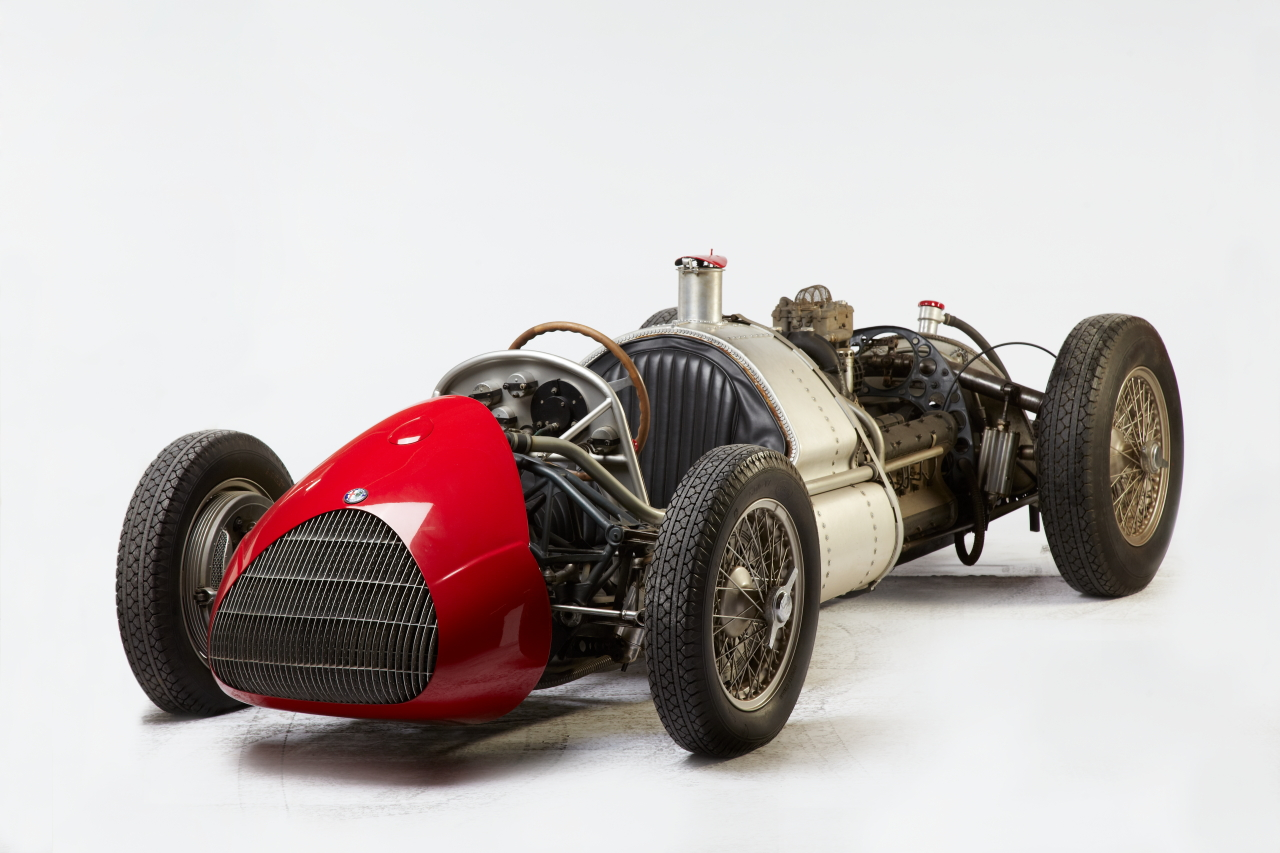
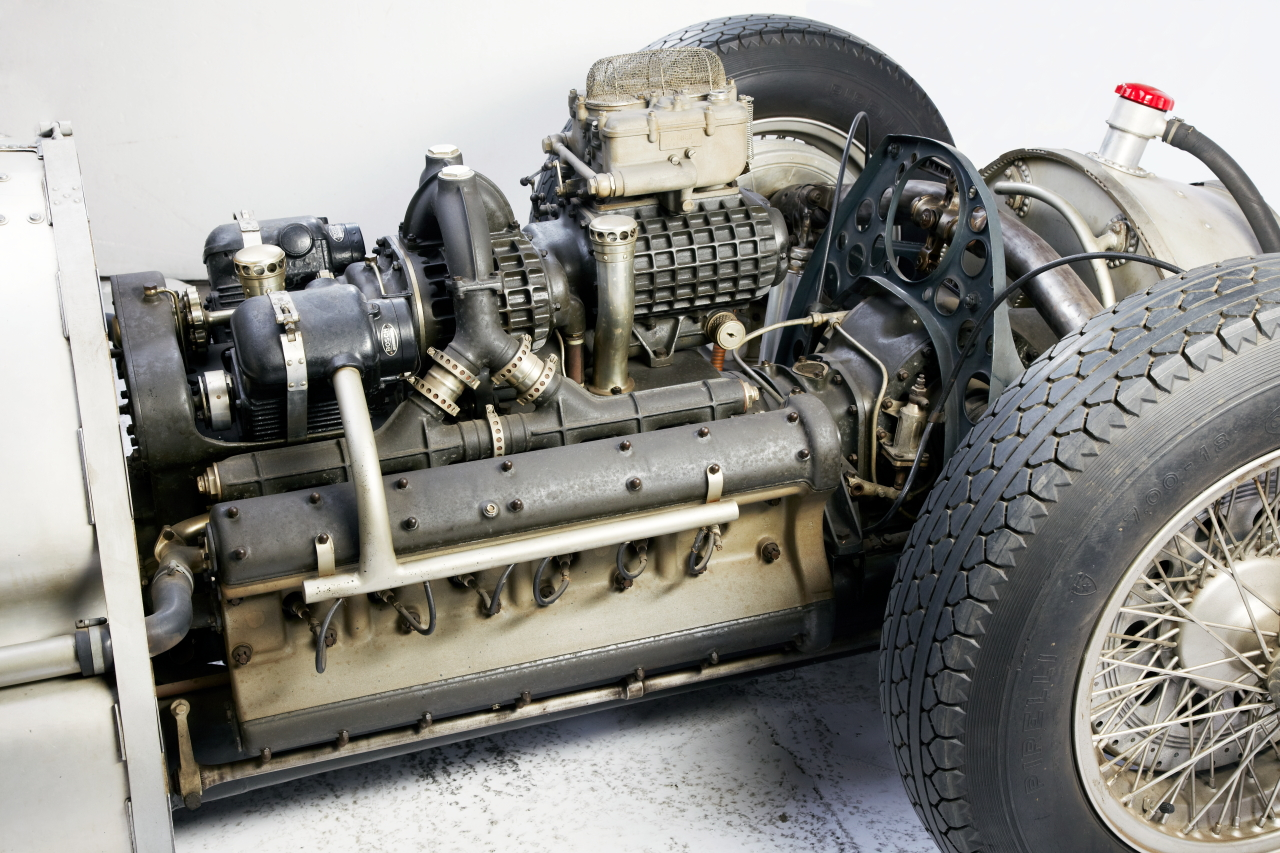
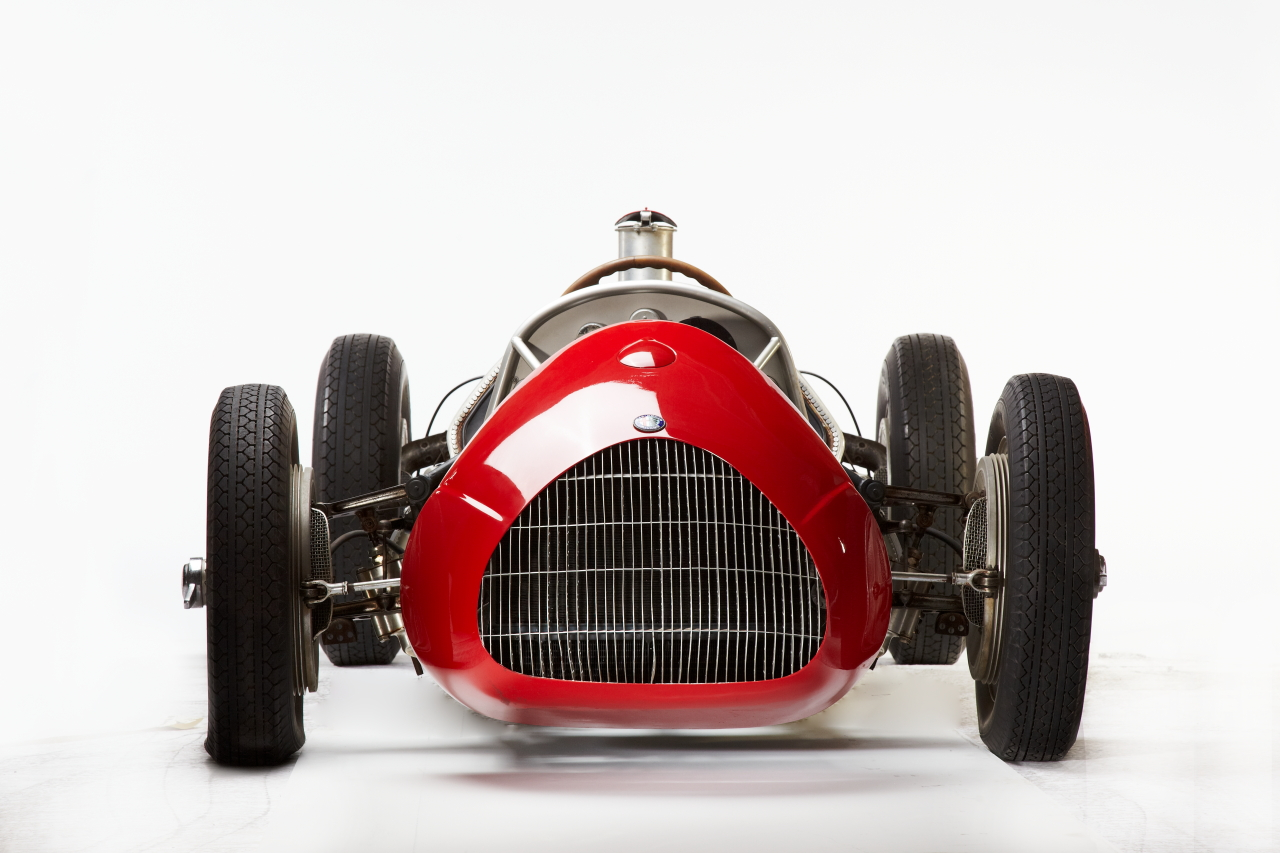
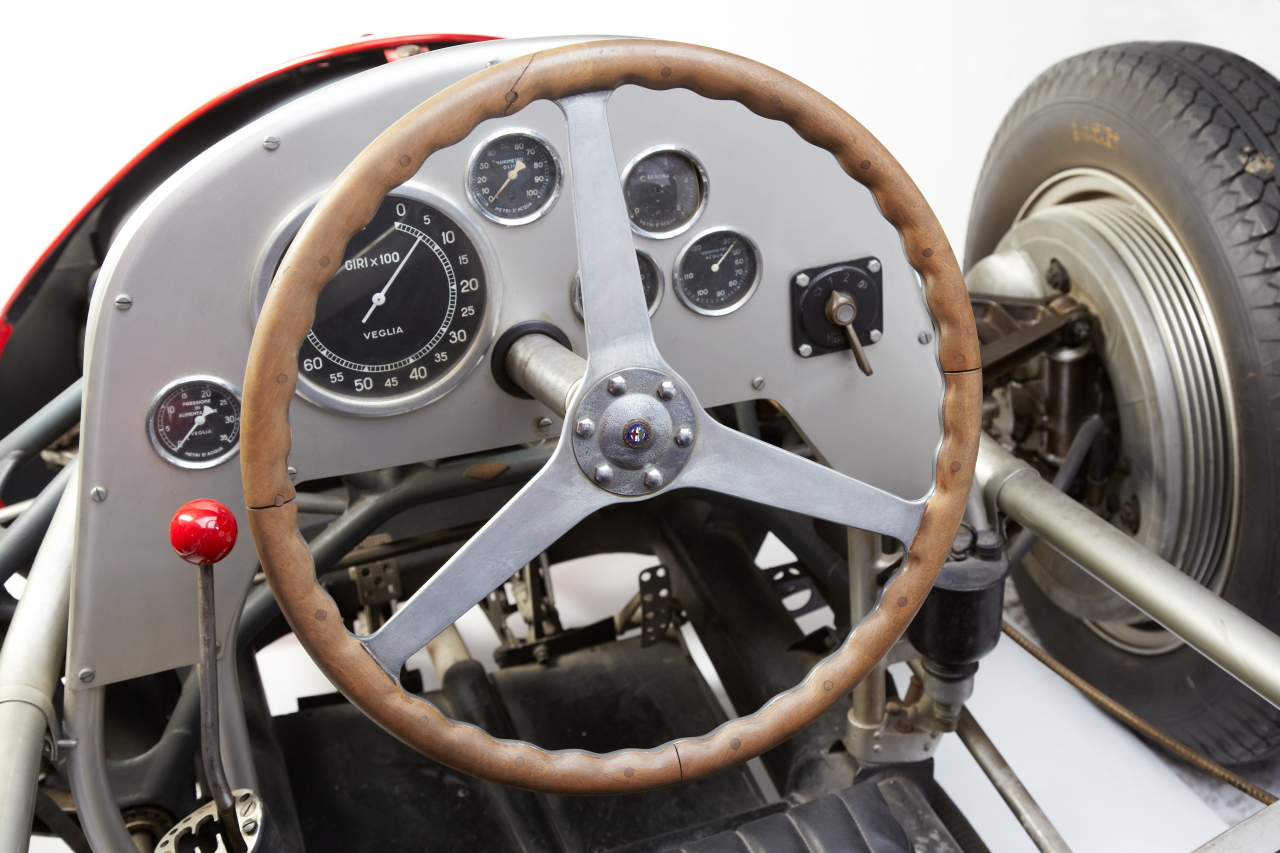

## Technische Informationen
|                           | Alfa Romeo Tipo 512                                                      |
| ------------------------- | ------------------------------------------------------------------------ |
| Motor                     | 180 V12 (Block und Köpfe Leichtmetall)                                   |
| Hubraum                   | 1490 cm³ / 90.9 cu in                                                    |
| Bohrung × Hub             | 54,0 mm × 54,2 mm                                                        |
| Verdichtungsverhältnis    | 6,6 : 1                                                                  |
| Drehmoment:               | unbekannt                                                                |
| Leistung bei 1/min        | 335 PS (250 kW) bei 8600                                                 |
| PS pro Liter Hubraum:     | 225 PS                                                                   |
| Ventilsteuerung           | zwei obenliegende Nockenwellen / 2 Ventile pro Zylinder                  |
| Gemischaufbereitung       | Vergaser / Roots-Kompressor                                              |
| Kühlung                   | Wasser                                                                   |
| Getriebe                  | 5-Gang-Getriebe (Hinterradantrieb)                                       |
| Bremsen                   | Trommelbremsen an allen Rädern                                           |
| Radaufhängung vorn        | Querlenker, Längstorsionsstab, Reibungsdämpfer, hydraulische Stoßdämpfer |
| Radaufhängung hinten      | De-Dion-Achse, Längstorsionsstab, Reibungsdämpfer, Teleskopstoßdämpfer   |
| Karosserie und Rahmen     | Aluminiumkarosserie, Stahlrohrrahmen                                     |
| Radstand                  | 2450 mm                                                                  |
| Spurweite vorn / hinten   | 1320 mm / 1310 mm                                                        |
| Reifengröße vorn          | unbekannt                                                                |
| Reifengröße hinten        | unbekannt                                                                |
| Maße L × B × H            | 4320 mm × 1500 mm × 1050 mm                                              |
| Leergewicht (ohne Fahrer) | 710 kg                                                                   |
| Tankinhalt                | unbekannt                                                                |
| Kraftstoffverbrauch       | unbekannt                                                                |
| Höchstgeschwindigkeit     | über 350 km/h                                                            |
| Leistungsgewicht (PS/kg)  | 0,47 PS/kg                                                               |